# José Gabriel Carrizo
José Gabriel Carrizo Jaén, né le 25 juin 1983 à Penonomé, est un homme politique panaméen, membre du Parti révolutionnaire démocratique (PRD). 
Il est, depuis le 1er juillet 2019, vice-président du Panama.

## Jeunesse
José Carrizo est né le 25 juin 1983. Il a étudié à l'université de Santa María la Antigua (USMA) et a obtenu un baccalauréat en droits politiques et civils en 2000. 

## Vie privée
José Carrizo est marié ; il a trois enfants.

## Carrière professionnelle
Jose Carrizo est avocat. 